# NGC 7556A
NGC 7556A is een compact sterrenstelsel in het sterrenbeeld Vissen. Het hemelobject werd op 20 september 1784 ontdekt door de Britse astronoom William Herschel.